# Малверн (Огайо)
Малверн (англ. Malvern) — селище (англ. village) в США, в окрузі Керролл штату Огайо. Населення — 1110 осіб (2020).

## Географія
Малверн розташований за координатами 40°41′23″ пн. ш. 81°10′54″ зх. д. / 40.68972° пн. ш. 81.18167° зх. д. (40.689620, -81.181672).  За даними Бюро перепису населення США в 2010 році селище мало площу 1,73 км², уся площа — суходіл.

## Демографія
Згідно з переписом 2010 року, у селищі мешкало 1189 осіб у 522 домогосподарствах у складі 329 родин. Густота населення становила 687 осіб/км².  Було 573 помешкання (331/км²).
Расовий склад населення:
| - 93,8 % — білих - 3,8 % — чорних або афроамериканців - 0,3 % — корінних американців - 0,3 % — азіатів |

До двох чи більше рас належало 1,3 %. Частка іспаномовних становила 2,2 % від усіх жителів.
За віковим діапазоном населення розподілялося таким чином: 20,6 % — особи молодші 18 років, 61,6 % — особи у віці 18—64 років, 17,8 % — особи у віці 65 років та старші. Медіана віку мешканця становила 42,4 року. На 100 осіб жіночої статі у селищі припадало 93,6 чоловіків;  на 100 жінок у віці від 18 років та старших — 91,9 чоловіків також старших 18 років.
Середній дохід на одне домашнє господарство  становив 45 447 доларів США (медіана — 38 427), а середній дохід на одну сім'ю — 54 305 доларів (медіана — 46 250). За межею бідності перебувало 19,3 % осіб, у тому числі 31,3 % дітей у віці до 18 років та 6,4 % осіб у віці 65 років та старших.
Цивільне працевлаштоване населення становило 542 особи. Основні галузі зайнятості: виробництво — 18,3 %, освіта, охорона здоров'я та соціальна допомога — 17,0 %, мистецтво, розваги та відпочинок — 14,8 %.